# Xiphodontidae
Los xifodóntidos (Xiphodontidae) son una familia de mamíferos extintos que vivieron desde el Eoceno superior hasta el Oligoceno inferior. Se han encontrado fósiles en Francia, España y el Reino Unido.

## Taxonomía
Se conocen los siguientes géneros:
- †Dichodon Owen, 1848
- †Leptotheridium Stehlin, 1910
- †Haplomeryx Schlosser, 1886
- †Paraxiphodon Sudre, 1978
- †Xiphodon Cuvier, 1822